# Seven Femenino de Brasil 2014
El Seven Femenino de Brasil de 2014 fue la primera edición del torneo brasileño de rugby 7, fue el tercer torneo de la Serie Mundial Femenina de Rugby 7 2013-14.
Se disputó en el Arena Barueri de la ciudad de Barueri en el Estado de São Paulo.

## Fase de grupos

### Grupo A
| Equipo         | Encuentros | Encuentros | Encuentros | Encuentros | Tantos  | Tantos    | Tantos     | Puntos |
| Equipo         | jugados    | ganados    | empatados  | perdidos   | a favor | en contra | diferencia | Puntos |
| -------------- | ---------- | ---------- | ---------- | ---------- | ------- | --------- | ---------- | ------ |
| Nueva Zelanda  | 3          | 3          | 0          | 0          | 74      | 14        | 60         | 9      |
| Inglaterra     | 3          | 2          | 0          | 1          | 62      | 33        | 29         | 7      |
| Estados Unidos | 3          | 1          | 0          | 2          | 27      | 36        | -9         | 5      |
| Irlanda        | 3          | 0          | 0          | 3          | 7       | 87        | -80        | 3      |

### Grupo B
| Equipo    | Encuentros | Encuentros | Encuentros | Encuentros | Tantos  | Tantos    | Tantos     | Puntos |
| Equipo    | jugados    | ganados    | empatados  | perdidos   | a favor | en contra | diferencia | Puntos |
| --------- | ---------- | ---------- | ---------- | ---------- | ------- | --------- | ---------- | ------ |
| Australia | 3          | 3          | 0          | 0          | 96      | 7         | 89         | 9      |
| Rusia     | 3          | 2          | 0          | 1          | 46      | 34        | 12         | 7      |
| Japón     | 3          | 1          | 0          | 2          | 44      | 41        | 3          | 5      |
| Argentina | 3          | 0          | 0          | 3          | 0       | 104       | -104       | 3      |

### Grupo C
| Equipo       | Encuentros | Encuentros | Encuentros | Encuentros | Tantos  | Tantos    | Tantos     | Puntos |
| Equipo       | jugados    | ganados    | empatados  | perdidos   | a favor | en contra | diferencia | Puntos |
| ------------ | ---------- | ---------- | ---------- | ---------- | ------- | --------- | ---------- | ------ |
| Canadá       | 3          | 2          | 0          | 1          | 83      | 40        | 43         | 7      |
| España       | 3          | 2          | 0          | 1          | 54      | 43        | 11         | 7      |
| Países Bajos | 3          | 2          | 0          | 1          | 37      | 36        | 1          | 7      |
| Brasil       | 3          | 0          | 0          | 3          | 26      | 81        | -55        | 3      |

## Fase Final
|  | Cuartos de final | Cuartos de final | Cuartos de final |               |               | Semifinales   | Semifinales | Semifinales |        |              | Copa         | Copa         | Copa |  |
|  |                  |                  |                  |               |               |               |             |             |        |              |              |              |      |  |
|  |                  |                  |                  |               |               |               |             |             |        |              |              |              |      |  |
|  | Australia        | Australia        | 27               |               |               |               |             |             |        |              |              |              |      |  |
|  | Australia        | Australia        | 27               |               |               |               |             |             |        |              |              |              |      |  |
|  | Japón            | Japón            | 0                |               |               |               |             |             |        |              |              |              |      |  |
|  | Japón            | Japón            | 0                |               | Australia     | Australia     | 31          |             |        |              |              |              |      |  |
|  |                  |                  |                  |               | Australia     | Australia     | 31          |             |        |              |              |              |      |  |
|  |                  |                  | Inglaterra       | Inglaterra    | 0             |               |             |             |        |              |              |              |      |  |
|  | Inglaterra       | Inglaterra       | Inglaterra       | Inglaterra    | 0             | 12            |             |             |        |              |              |              |      |  |
|  | Inglaterra       | Inglaterra       |                  |               |               |               |             |             |        |              |              |              |      |  |
|  | Rusia            | Rusia            | 0                |               |               |               |             |             |        |              |              |              |      |  |
|  | Rusia            | Rusia            | 0                |               |               |               |             |             |        | Australia    | Australia    | 24           |      |  |
|  |                  |                  |                  |               |               |               |             |             |        | Australia    | Australia    | 24           |      |  |
|  |                  |                  | Nueva Zelanda    | Nueva Zelanda | 12            |               |             |             |        |              |              |              |      |  |
|  | Nueva Zelanda    | Nueva Zelanda    | Nueva Zelanda    | Nueva Zelanda | 12            | 35            |             |             |        |              |              |              |      |  |
|  | Nueva Zelanda    | Nueva Zelanda    |                  |               |               |               |             |             |        |              |              |              |      |  |
|  | Países Bajos     | Países Bajos     | 7                |               |               |               |             |             |        |              |              |              |      |  |
|  | Países Bajos     | Países Bajos     | 7                |               | Nueva Zelanda | Nueva Zelanda | 21          |             |        | Tercer lugar | Tercer lugar | Tercer lugar |      |  |
|  |                  |                  |                  |               | Nueva Zelanda | Nueva Zelanda | 21          |             |        | Tercer lugar | Tercer lugar | Tercer lugar |      |  |
|  |                  |                  | Canadá           | Canadá        | 17            |               |             |             |        |              |              |              |      |  |
|  | Canadá           | Canadá           | Canadá           | Canadá        | 17            | 22            |             |             | Canadá | Canadá       | 26           |              |      |  |
|  | Canadá           | Canadá           |                  |               |               |               |             |             | Canadá | Canadá       | 26           |              |      |  |
|  | España           | España           | 0                |               |               |               |             |             |        |              | Inglaterra   | Inglaterra   | 0    |  |
|  | España           | España           | 0                |               |               |               |             |             |        |              | Inglaterra   | Inglaterra   | 0    |  |
|  |                  |                  |                  |               |               |               |             |             |        |              |              |              |      |  |

| Bandera de Australia   |
| Campeón Australia      |
| 2º título del circuito |